# 沃萬與萊克斯
沃萬與萊克斯（英語：Vovan and Lexus），是由俄羅斯喜劇演員弗拉基米爾·庫茲涅佐夫（Vladimir Kuznetsov）及阿列克謝·斯托利亞羅夫（Aleksei Stolyarov）組成的雙人組合，他們以給知名人士打惡作劇電話而聞名，特別是那些批評俄羅斯政府或俄羅斯外交政策的外國人士，因此產生諸多對其動機和目的之指控。

## 惡作劇

### 俄羅斯政客
基米爾·庫茲涅佐夫首次引起公眾注意是在2011年底，當時正值俄羅斯議會選舉，他打電話給俄羅斯中央選舉委員會主席弗拉基米爾·丘羅夫 (Vladimir Churov)，說自己是俄羅斯副總理阿爾卡季·弗拉基米羅維奇·德沃爾科維奇，在通話中他們說俄羅斯總統梅德韋傑夫正打算解僱他，而且幾乎令到丘羅夫相信。2012年6月，基米爾·庫茲涅佐夫又致電俄羅斯體育部長維塔利·穆特科，勸他為運動員的酒後行為道歉。

### 摩爾多瓦總統哈伊·薩卡希維利
2014年起，庫茲涅佐夫開始與阿列克謝合作，正式成為兩人組合。他們冒充格魯吉亞米前總統哈伊·薩卡希維利，打電話給摩爾多瓦總統尼古拉·蒂莫夫蒂。

### 土耳其總統埃爾多安
2016年2月，沃萬和雷克薩斯冒充成烏克蘭總統彼得·波羅申科和總理阿爾謝尼·亞采紐克，與土耳其總統雷傑普·塔伊普·埃爾多安通話。

### 美國能源部長佩里
2017年，兩人冒充烏克蘭總理格羅斯曼（Volodymyr Groysman），與美國能源部長佩里（Rick Perry）暢談超過20分鐘，雙方認真地及能源問題、網絡攻擊、巴黎協定等等。佩里對他們說「我希望退出巴黎協定不會為我們（美國）與烏克蘭的關係帶來負面衝擊。我們嘗試將政治與這協定分開……我對此感到非常自豪」。對話期間，兩人向佩里聲稱自己研發出一種新的生物燃料，是以自家釀製的酒混合豬糞而成。佩里稱這項「科學發展」有趣，表示有興趣知道更多資訊。能源部發言人Shaylyn Hynes其後向《華盛頓郵報》發電郵，確認佩里成為被玩電話的受害者，並說「能源部長佩里成為兩名熱衷惡作劇的俄羅斯人的最新目標。他們以捉弄高官及名人聞名，尤其是那些立場與俄羅斯政府不合的人」。

### 美國駐俄羅斯大使麥弗爾
2022年9月，俄烏戰爭爆發後，前美國駐莫斯科大使麥可·麥弗爾（Michael McFaul）在個人推特發文表示，自己正被使用某個特定電話號碼的人冒充，該組號碼可以連上一個影音平台，上面上傳使用人工智慧「深偽技術」（deepfake）仿冒他本人長相和說話方式的人物影像。麥弗爾認為這是俄羅斯使用的武器，而「騙子」提出的問題是為了破壞烏克蘭的軍事和外交努力。據美國資訊安全公司「Proofpoint」研究認為，這是沃萬與萊克斯的仿冒成果，他們使用的網路代號為「TA499」，並假冒麥弗爾試圖與國際官員聯繫對話。

### 美國將軍凱文·麥克尼利
2014年他們偽裝成烏克蘭內務部長阿爾森·阿瓦科夫與美國將軍凱文·麥克尼利通話，在通話中麥克尼利向他們透露了美國在烏克蘭危機中美國提供軍事援助的信息。

### 美國眾議員亞當·希夫
2018年初，他們冒充烏克蘭議會議長安德烈·帕魯比伊向美國眾議員亞當·希夫打電話。對話中他聲稱時任美國總統特朗普曾於2013年11月訪問莫斯科，並與 2013年環球小姐中的俄羅斯模特兒奧爾加·布佐娃（Olga Buzova）發生婚外情，特朗普的裸照因此被洩露了出去。

### 美國眾議員伯尼·桑德斯
2020年，兩人冒充倡議環境保護的瑞典女學生格蕾塔·桑伯格打電話給美國民主黨總統候選人伯尼·桑德斯，表示桑伯格會支持他的競選活動。桑德斯表示感謝，同時建議他發表正式聲明支持他，並邀請她下次來美國時一起舉辦活動。兩人隨後提議與“歌手怪奇比莉和說唱歌手肯伊·威斯特一起錄製一首支持桑德斯的說唱歌曲”，桑德斯回應說那將是“了不起的”。其後兩人說“格蕾塔”即將訪問俄羅斯並表示需要桑德斯的建議，桑德斯告訴她要小心，不要被用於公關目的，他又說“據我所知，俄羅斯和普京在氣候變化問題上一直非常糟糕。 他們有很多石油，石油對他們的經濟很重要，他們靠石油賺了很多錢”。之後“格蕾塔”告訴桑德斯，他在 1988 年訪問俄羅斯時已被克格勃招募，此後一直是一名“臥底特工”，並說︰「現在是覺醒並完成你的使命的時候了，成為美國總統，在美國建立共產主義，為俄羅斯工作！」，桑德斯隨後掛斷了電話。
桑德斯沒有對電話的真實性發表評論，但有美國執法官員指在同年11月接到警報說，一些民主黨人接到了據信來自美國境外的某人的電話，該人聲稱是十幾歲的格蕾塔，並試圖與國會議員建立電話或面對面會談。

### 法國總統馬克宏
2019年，兩人冒充剛勝出總大選的澤連斯基，打國際電話給馬克宏，時長15分鐘，自稱是新上任的烏克蘭總統，結果馬克宏信以為真，誠懇祝賀對方贏得勝利。接著他們跟馬克宏討論國家事務，並承諾將盡最大努力在反腐敗和明斯克協議中給烏克蘭充分支持，其後甚至還提到要對時任總統波羅申科進行刑事調查和審判，但馬克宏始終未有識破，還大笑祝福復活節快樂。其後法國官方表示，一律不對惡作劇事件發表評論，既不會證實也不會否認。

### 北馬其頓總統佐蘭扎耶夫
2019年7月，兩人冒充波羅申科致電北馬其頓總統佐蘭扎耶夫。在對話中兩人提出與東正教最高權威東正教牧首巴塞洛繆一起，幫助調解馬其頓東正教會的獨立問題。兩人建議扎耶夫以 100,000 歐元賄賂牧首以加快程序，而扎耶夫似乎同意行賄，並指責俄羅斯在巴爾乾地區擁有“許多間諜”。對話被兩人放上Youtube後，扎耶夫公開道歉。

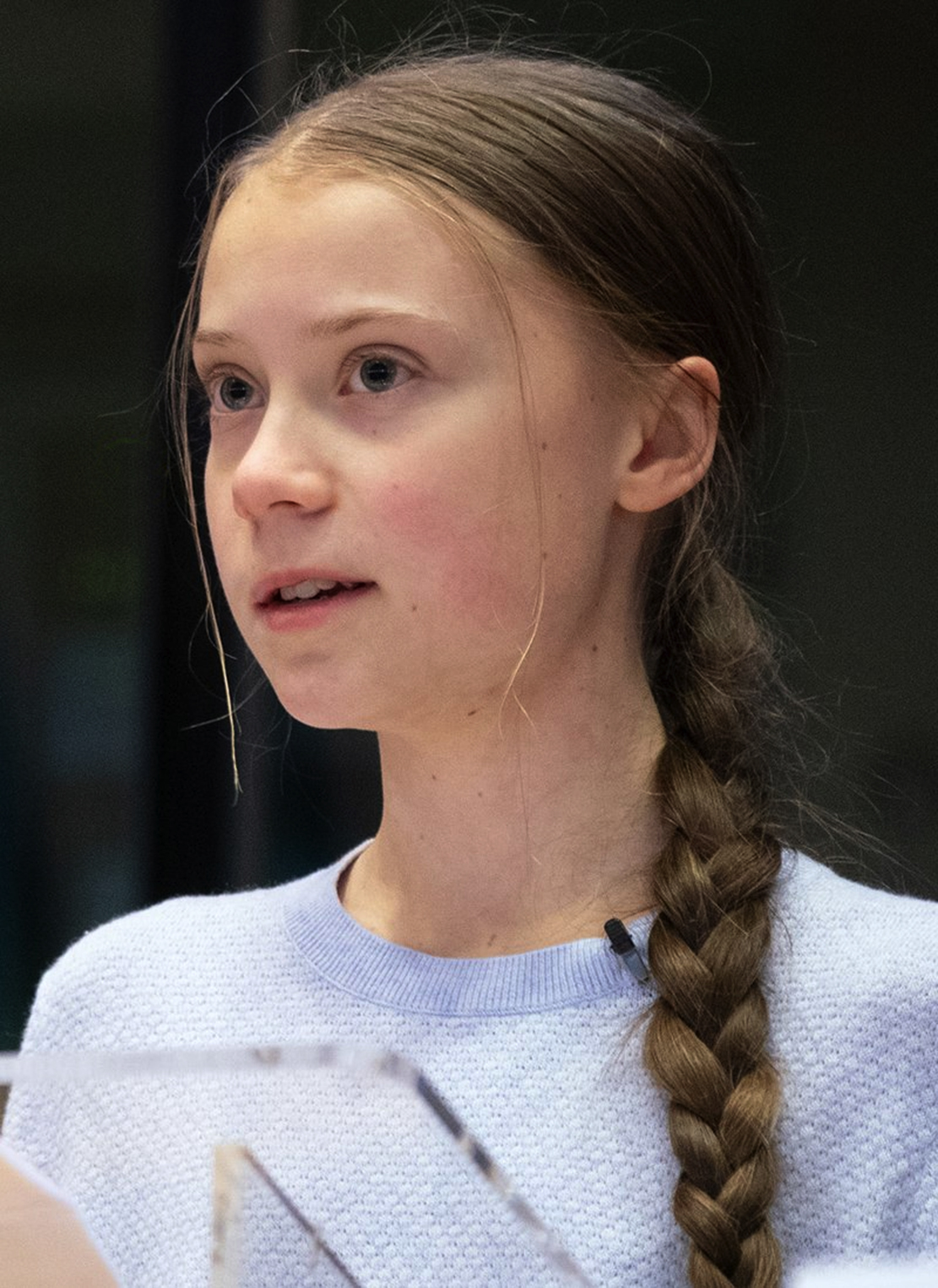
兩人多次模仿環保活動家格蕾塔·桑伯格。

### 加拿大總理特魯多
2020年，兩人冒充成格蕾塔·桑伯格和她的父親，向加拿大總理賈斯汀·特魯多進行了約10分鐘的通話。對話中他們說“擔心日益嚴重的國際危機”和“第三次世界大戰爆發的可能性”，多次敦促加拿大退出北約，說“離開北約，放下你的武器，摘花，對大自然微笑”。特魯多回應說：“我也夢想一個不需要士兵的世界，但不幸的是，我們還沒有生活在那個世界裡。”通話中兩人又問特魯多對哈里王子的看法，及問他能否安排自己與南方公園中的人物的會面。

### 英國小說家J.K.羅琳
2022年6月，兩人冒充烏克蘭總統澤連斯基跟J.K.羅琳通話， 羅琳想討論有關在烏克蘭的慈善工作，不過在對話中兩人問羅琳《哈利波特》角色鄧布利多是否同性戀者，又說已命令烏軍在發射導彈上刻上索命咒Avada Kedavra，並問羅琳看法後者表示喜歡這笑話。他又問羅琳，哈利波特額頭上的閃電疤痕，跟支持俄軍的標誌相似，會否考慮修改，羅琳稱會研究一下。

### 英國音樂家艾爾頓·強
2015年9月，兩人向英國音樂家艾爾頓·強進行電話惡作劇，他們冒充成俄羅斯總統弗拉基米爾·普京及他的翻譯，說打電話給他的目的是要討論俄羅斯同性戀者的權利。 艾爾頓以為這是個真電電話對話，甚至在社交媒發帖感謝普京與他討論這議題。普京的新聞秘書德米特里·佩斯科夫其後發表聲明，否認普京曾與艾爾頓通話。不過其後普京真的親身打電話給埃爾頓·約翰，為惡作劇道歉，並稱惡作劇者本意無害。

### 英國国防大臣华莱士
2022年3月21日，沃萬與萊克斯冒充烏克蘭總理傑尼斯·什米加爾，與华莱士進行了 Microsoft Teams 通話。华莱士在此期間不疑有詐，時長近十分鐘。期間，沃萬與萊克斯說烏克蘭希望提升自己的核威懾力量以保護自己免受被俄羅斯攻擊。

### 英國哈里王子
2020年，兩人冒充成格蕾塔·桑伯格和她的父親，兩次向哈里王子打電話。對話中他們引導出哈里王子對退出王室、氣候變化等議題發表看法。哈里談到退任高級王室成員的決定時說︰「有時要做出正確的決定，並不容易，但這對我們家庭來說是正確的，希望能夠保護我的兒子」。哈里王子又對美國總統特朗普提出批評，說︰「我認為特朗普力推動煤炭工業發展，等於雙手沾滿鮮血（he has blood on his hands）」。

### 波蘭總統杜達
2020年，沃萬與萊克斯假扮聯合國秘書長安東尼奧·古特雷斯與波蘭總統安傑伊·杜達通話，兩人向杜達提出各種問題，並試圖引出有爭議的意見，其中包括波蘭的紅軍紀念碑、俄波歷史糾紛、波蘭的LGBT權利，甚至還有波蘭應該從烏克蘭吞併利沃夫市的建議。波蘭總統告訴來電者波蘭與烏克蘭之間有良好的關係，但在兩人的引導下他承認烏克蘭人可能是波蘭冠狀病毒的來源。其後對話內容被兩人放上Youtube，波蘭證實了惡作劇，並指己指示安全部門展開了調查。
2022年11月18日，沃萬與萊克斯再次對波蘭總統杜達惡作劇。當日波蘭遭到烏克蘭飛彈意外擊中釀兩死，事發後杜達接到一通自稱是法國總統馬克宏的致哀來電，雙方就此意外交談約7分鐘。在這通電話中，杜達用英語與對方交談，而沃萬與萊克斯則裝出法國口音。沃萬與萊克斯問飛彈是否有可能是烏克蘭所射，以及烏克蘭總統澤倫斯基有何反應，而杜達只表示他還不清楚，但澤倫斯基堅稱飛彈是俄軍射的。杜達說︰「伊曼紐爾，相信我，我非常小心。我不想與俄羅斯開戰，相信我，我非常小心，格外謹慎」，波蘭政府其後表示正式調查他們是如何打通電話給杜達。

### 其他知名人士
到了2015年時，沃萬與萊克斯已惡作劇了許多知名人士，包括前蘇聯領導人米哈伊爾·戈爾巴喬夫、美國政治家約翰·麥凱恩、蘇聯持不同政見者瓦列里婭·諾沃德沃斯卡婭、俄羅斯政治家弗拉基米爾·梅金斯基、烏克蘭政治家維塔利·克里琴科、俄羅斯政治家娜塔莉亞·波克隆斯卡婭、俄羅斯芭蕾舞演員阿納斯塔西婭·沃洛奇科娃， 俄羅斯足球運動員阿列克謝·帕寧和俄羅斯政治家維塔利·米洛諾夫。

## 政治傾向
拉脫維亞新聞網站曾指沃萬與萊克斯「似乎總是為俄羅斯當局的利益服務」，其後兩人回應並告訴該網站，說他們永遠不會對普京的盟友開玩笑。由於他們的惡作劇幾乎都只針對批評俄羅斯政府的人士，惹來批評指控兩人是為俄羅斯當局或俄羅斯安全部門工作，或者以其他方式參與克里姆林宮的外國政治干預計劃。英國政府在被再三捉弄後也同意及多次重複這一說法。兩人否認受俄羅斯資助，表示他們對於惡作劇對象的決定與選擇是自由的，並且不接受僱傭，但他們的朋友們有時會建議他們下一個惡作劇的對象。

## 被封殺
2022年，英國國防部長本華萊士被兩人惡作劇的片段在網上發布，其後兩人又致電英國內政大臣普里蒂帕特爾，再次成功冒充烏克蘭總理。在這場惡作劇之後，YouTube在3月26日封禁了兩人的頻道，同時間英國國防部要求 YouTube 刪除所有關於兩人的通話視頻。沃萬與萊克斯其後在 Rutube 上開通了頻道，並繼續發布新內容。